# Hideo Hašimoto
Hideo Hašimoto (japonsko 橋本 英郎), japonski nogometaš, * 21. maj 1979.
Za japonsko reprezentanco je odigral 15 uradnih tekem.